# ファン・ノリ

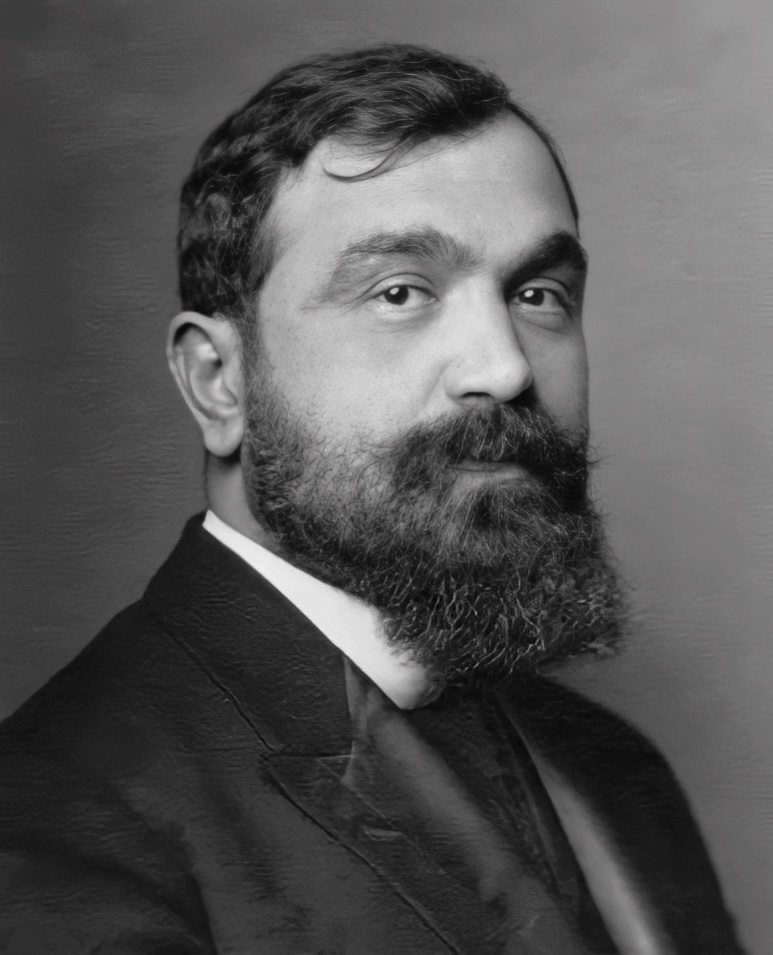
ファン・ノリ

ファン・ノリ（Fan Stilian Noli、1882年1月6日 - 1965年3月13日）は、アルバニア人の作家、政治家であり、アルバニア正教会の創設者。

## 生涯
1882年、オスマン帝国・エディルネのイブリクテペ（Ibriktepe）で生まれた。青年期にギリシアのアテネ、エジプトのアレクサンドリアで生活し、役者・翻訳家として活躍した。1906年よりアメリカ合衆国へ渡り、1912年にハーヴァード大学を卒業した。アルバニア帰国後は、アフメド・ゾグ（のちの国王ゾグー1世）に対する1924年のクーデタを経て、新政府の首相となった。しかし、まもなくゾグの巻き返しにあい失脚、亡命してふたたび合衆国へと渡った。